# Posłusze
Posłusze (do 1945 r. niem Poschloschen) – wieś w Polsce położona w województwie warmińsko-mazurskim, w powiecie bartoszyckim, w gminie Bartoszyce. W latach 1975–1998 miejscowość administracyjnie należała do województwa olsztyńskiego.

## Historia
Wieś po raz pierwszy wymieniana w dokumentach z 1346 r. W tym czasie była to wieś pruska, nosząca nazwę Poslussie. Szkoła powstała w XVIII wieku. W 1935 r. w szkole pracowało dwóch nauczycieli i uczyło się 81 dzieci. W 1939 r. we wsi było 235 mieszkańców. 
W 1978 r. był tu PGR oraz 16 indywidualnych gospodarstw rolnych o powierzchni 101 ha. W 1983 wieś miała zabudowę zwartą, składającą się z 13 budynków (21 mieszkań). We wsi mieszkało 70 osób. W tym czasie w Posłuszach była świetlica i punkt biblioteczny,